# Ткаченко, Валентин Григорьевич
Валентин Григорьевич Ткаченко — русский советский поэт и прозаик.

## Биография
После окончания Великой Отечественной войны обучался сначала в Ташкентском, затем — в Ленинградском суворовском училище. После окончания в 1955 году Московского полиграфического института, по направлению стал работать преподавателем художественно-ремесленного училища № 12 (ХРУ-12) в г. Калинине, позже стал завучем этого училища.

## Общественная позиция
В 2022 году подписал письмо в поддержку российского военного вторжения на Украину.

## Творчество
Автор стихов и прозы. Печатался в газетах и журналах, в том числе, газетах «Комсомольская правда», «Вечерняя Москва», «Советский спорт» и др.).
В Калинине издал сборники рассказов для школьников «Ход конём» (1959), «Братья знакомятся» (1962), сборник юмористических рассказов «Странная вещь» (1960).